# Royale Belge

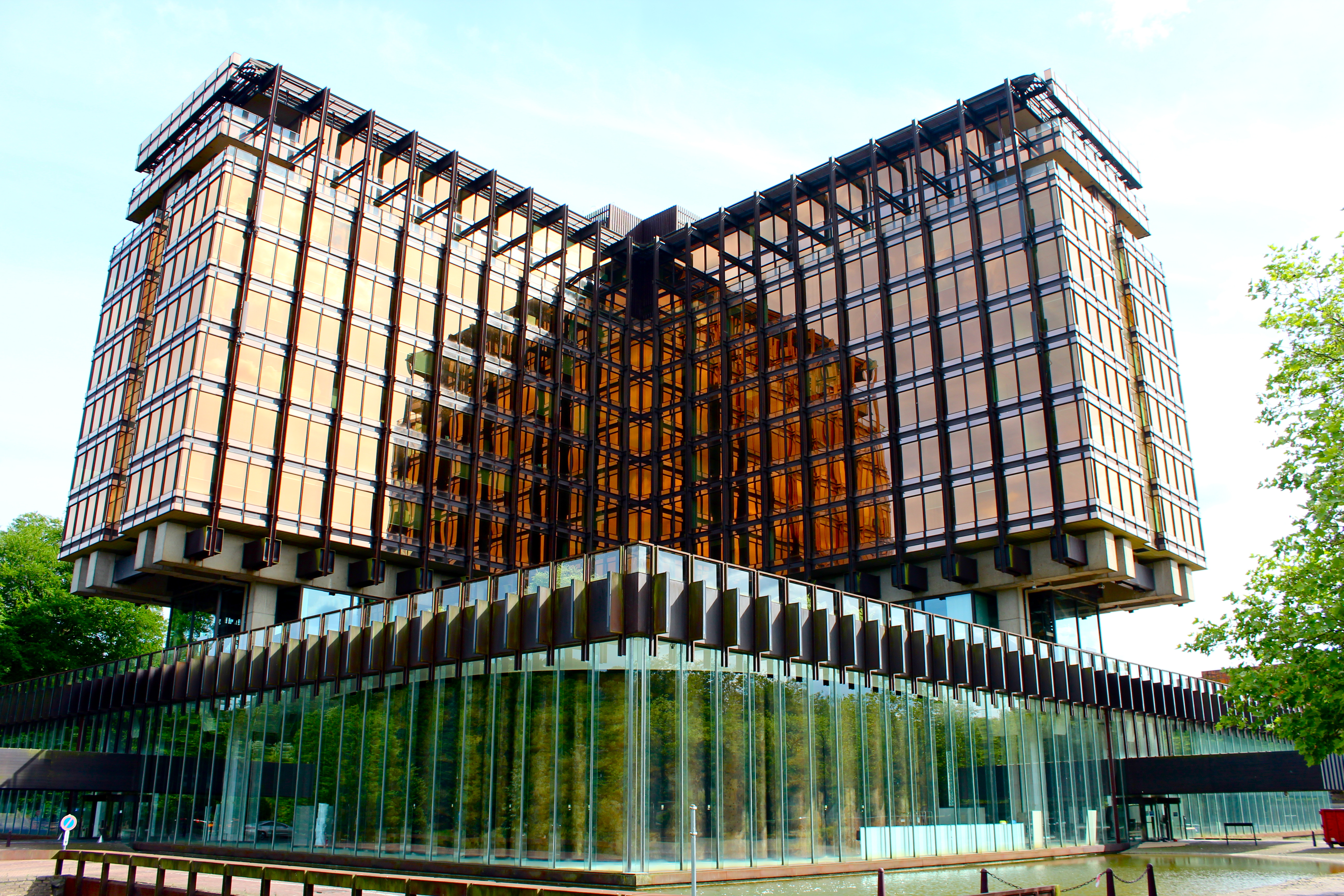
Het voormalig hoofdkantoor van Royale Belge in Watermaal-Bosvoorde

Royale Belge was een Belgische financiële dienstverlener. De onderneming werd opgericht als verzekeringsmaatschappij, maar werd later ook actief als bank.

## Geschiedenis
Royale Belge werd in 1856 opgericht als levensverzekeringsmaatschappij. Ze groeide uit tot een van de grootste Belgische verzekeraars met ook een stevige bankpoot. In 1978 kocht Royale Belge een derde van Ippa Bank, in 1903 opgericht als Belgische Hypotheekmaatschappij en Spaarkas. In 1986 nam Royale Belge deze bank helemaal over.
In 1990 werd de Belgische afdeling van de Franse verzekeraar AXA opgericht. In 1999 fuseerden AXA België en Royale Belge. Datzelfde jaar nam de fusiegroep de spaarbank Anhyp over en fuseerde die op 1 januari 2000 met Ippa Bank tot AXA Bank België. Op 1 maart 2002 werd AXA Royale Belge herdoopt tot AXA België, met behoud van de bankpoot als AXA Bank België, afgekort AXA Bank.
De groep had participaties in de Bank Brussel Lambert en Bernheim-Comofi.

## Hoofdkantoor
Royale Belge is ook bekend vanwege haar functionalistisch hoofdkantoor aan de Vorstlaan in Watermaal-Bosvoorde. Het werd tussen 1967 en 1970 gebouwd naar ontwerp van van René Stapels en Pierre Dufau. In 2017 verliet AXA het gebouw.